# Mingma Sherpa
14 sommets de plus de 8 000 mètres d'altitude
Mingma Sherpa (né le mardi 16 juin 1978 à Makalu au Népal), est un himalayiste népalais. Il est le premier alpiniste de son pays à escalader les quatorze plus hauts sommets du monde. Il est le frère de Chhang Dawa Sherpa avec qui il a fait ces 14 sommets. Il travaille pour l'organisateur Seven Summit Treks.

## Biographie
Le 20 mai 2011, Mingma Sherpa, âgé de 32 ans et originaire du Népal, est devenu le premier Népalais et le premier Sud-Asiatique à escalader les quatorze plus hauts sommets du monde. En même temps, Mingma établit un nouveau record du monde : il est devenu le premier alpiniste à gravir les quatorze sommets dès la première tentative. Mingma Sherpa et son frère Chhang Dawa Sherpa ont conservé avec succès le record du monde des « Worlds First Two Brothers » (« Première mondiale de deux frères ») qui ont escaladé les quatorze sommets de plus de 8 000 mètres. C'est un record dans l'histoire de l'alpinisme.
Mingma est le directeur général de Seven Summit Treks (Entreprise de trekking et d’expédition principalement en Himalaya). C'est l'une des entreprises de trekking et d'expédition les moins chères. En effet, il déclare : « J'offre des prix moins élevés parce que je veux donner à beaucoup plus de gens, qui n'ont pas assez d'argent, la chance de gravir l'Everest. Quand je me suis attaqué moi-même aux sommets de plus de 8 000 mètres, j'avais aussi peu d'argent ».
Mingma est également le chef des opérations et chef de l'expédition d'Elite Himalayan Adventures, un fournisseur d'expédition britannique et népalais qui propose de faire de l'escalade, du trekking et des expéditions en Himalaya.
| #  | Sommet        | Altitude | Année                          |
| -- | ------------- | -------- | ------------------------------ |
| 1  | Everest       | 8 849 m  | 2004 (Printemps)               |
| 2  | K2            | 8 611 m  | 2004 (Été)                     |
| 3  | Kangchenjunga | 8 586 m  | 2011 (Printemps)               |
| 4  | Lhotse        | 8 516 m  | 2002 (Printemps)               |
| 5  | Makalu        | 8 463 m  | 2001 (Printemps)               |
| 6  | Cho Oyu       | 8 201 m  | 2000 (Automne), 2002 (Automne) |
| 7  | Dhaulagiri    | 8 167 m  | 2010 (Printemps)               |
| 8  | Manaslu       | 8 163 m  | 2000 (Printemps)               |
| 9  | Nanga Parbat  | 8 125 m  | 2010 (Été)                     |
| 10 | Annapurna I   | 8 091 m  | 2010 (Printemps)               |
| 11 | Gasherbrum I  | 8 068 m  | 2010 (Été)                     |
| 12 | Broad Peak    | 8 047 m  | 2003 (Été)                     |
| 13 | Gasherbrum II | 8 035 m  | 2003 (Été)                     |
| 14 | Shishapangma  | 8 027 m  | 2001 (Automne)                 |